# Oedingerberg
Oedingerberg ist ein Ortsteil von Lennestadt in Nordrhein-Westfalen. Benachbarte Orte sind Oedingen und Bracht. Bereits im 9. bis 10. Jahrhundert befand sich auf dem Oedinger Berg eine karolingisch-ottonische Befestigungsanlage zur Kontrolle der in der Nähe vorbeiführenden Fernwege Heidenstraße und Kriegerweg. Die Abgrenzungen der Anlage sind in der Topographie heute noch deutlich zu erkennen. Auf dem Gelände der Befestigungsanlage entstand auch der (nach Meschede) zweitälteste Marktplatz im Sauerland. Hinweise auf eine frühe Besiedlung am Oedinger Berg ergeben sich auch aus neueren Grabungen. Funde erhärten die Annahme, dass dort eine fränkische Burg stand. Ein gefundener karolingischer Schwertgurtbeschlag datiert in das erste Drittel des 9. Jahrhunderts (800 bis 835).
Gerberga von Burgund errichtete hier ein adeliges Damenstift, dem im Jahre 1000 Kaiser Otto III. bestimmte Rechte verbriefte. Im Jahre 1538 wurde das Stift durch den Kölner Erzbischof Hermann V. von Wied aufgelöst. Nur noch 2 Jungfern lebten dort, und die wirtschaftlichen Verhältnisse waren desolat. Nähere Ausführungen zu dem Stift enthält der Hauptbeitrag Damenstift Oedingen. Um den Gottesdienst auf dem Oedinger Berg in der Kirche St. Johannes Baptist neu zu beleben, wurde im Jahr 1567 eine Stiftung   Vicarie St. Johannes Baptist gegründet. Am Sonntag Laetare im Jahr 1670 stürzte die Kirche allerdings ein.

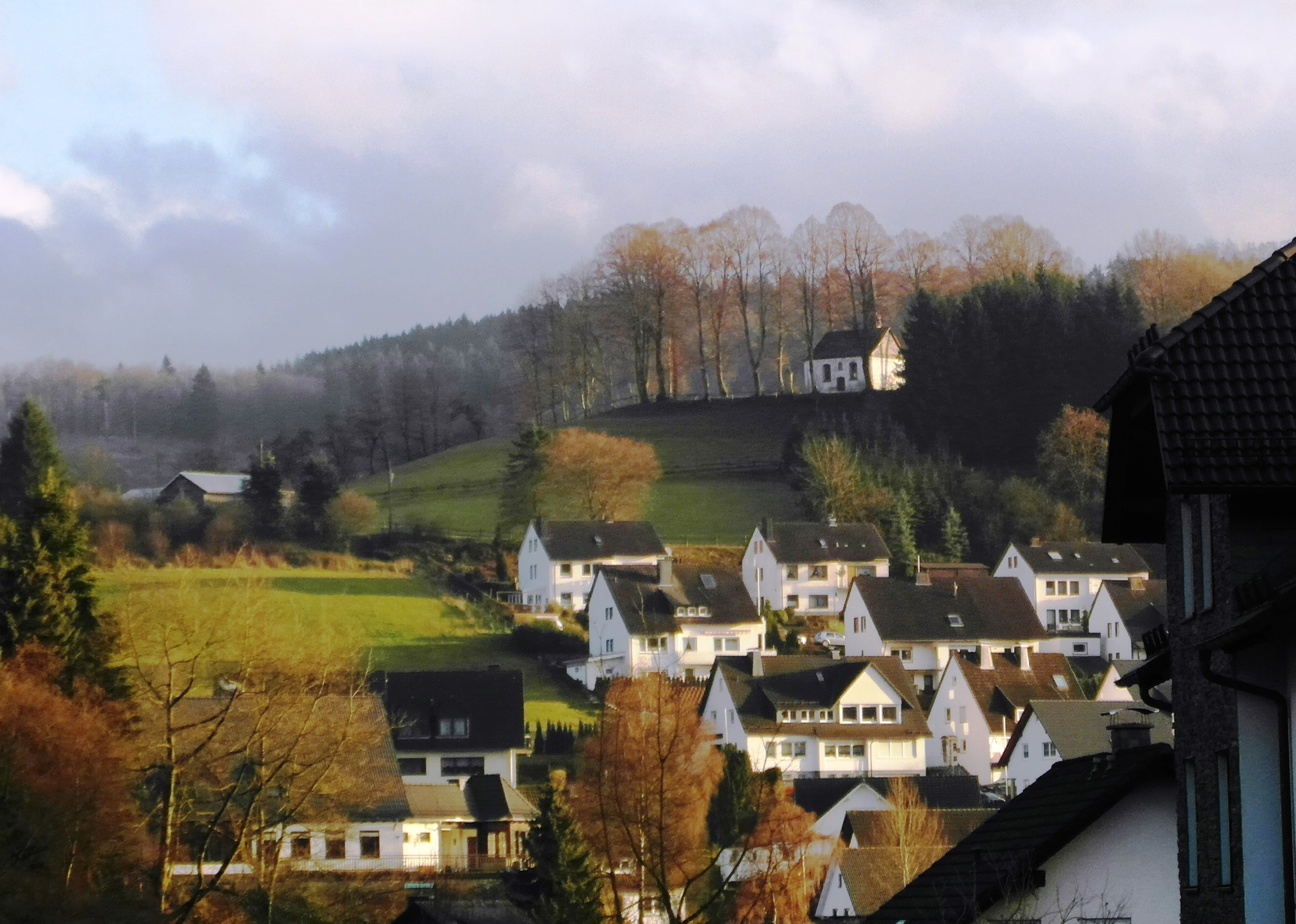
St. Johannes Baptist auf dem Berg aus Sicht der B55 (von Eslohe kommend)

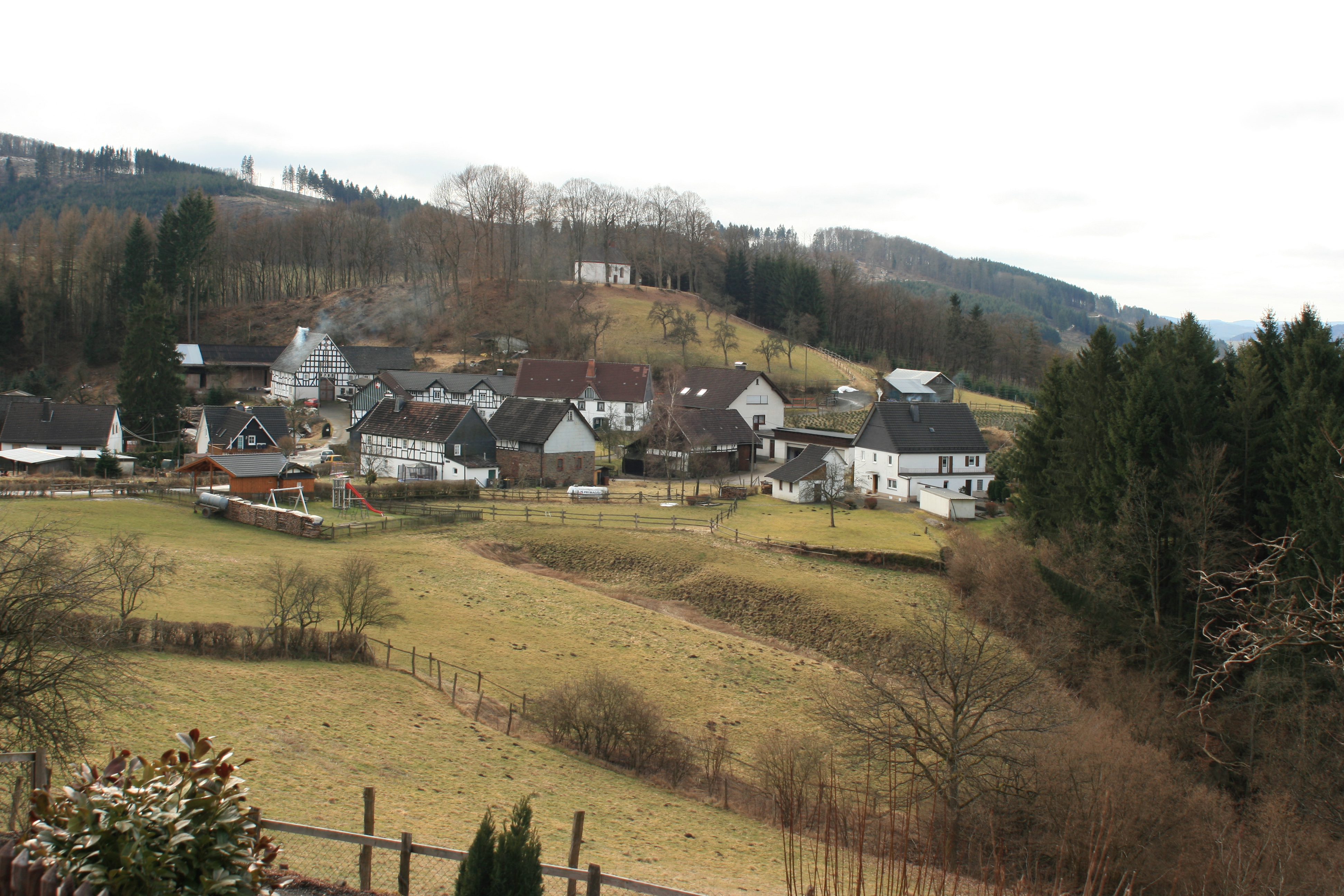
Oedingerberg

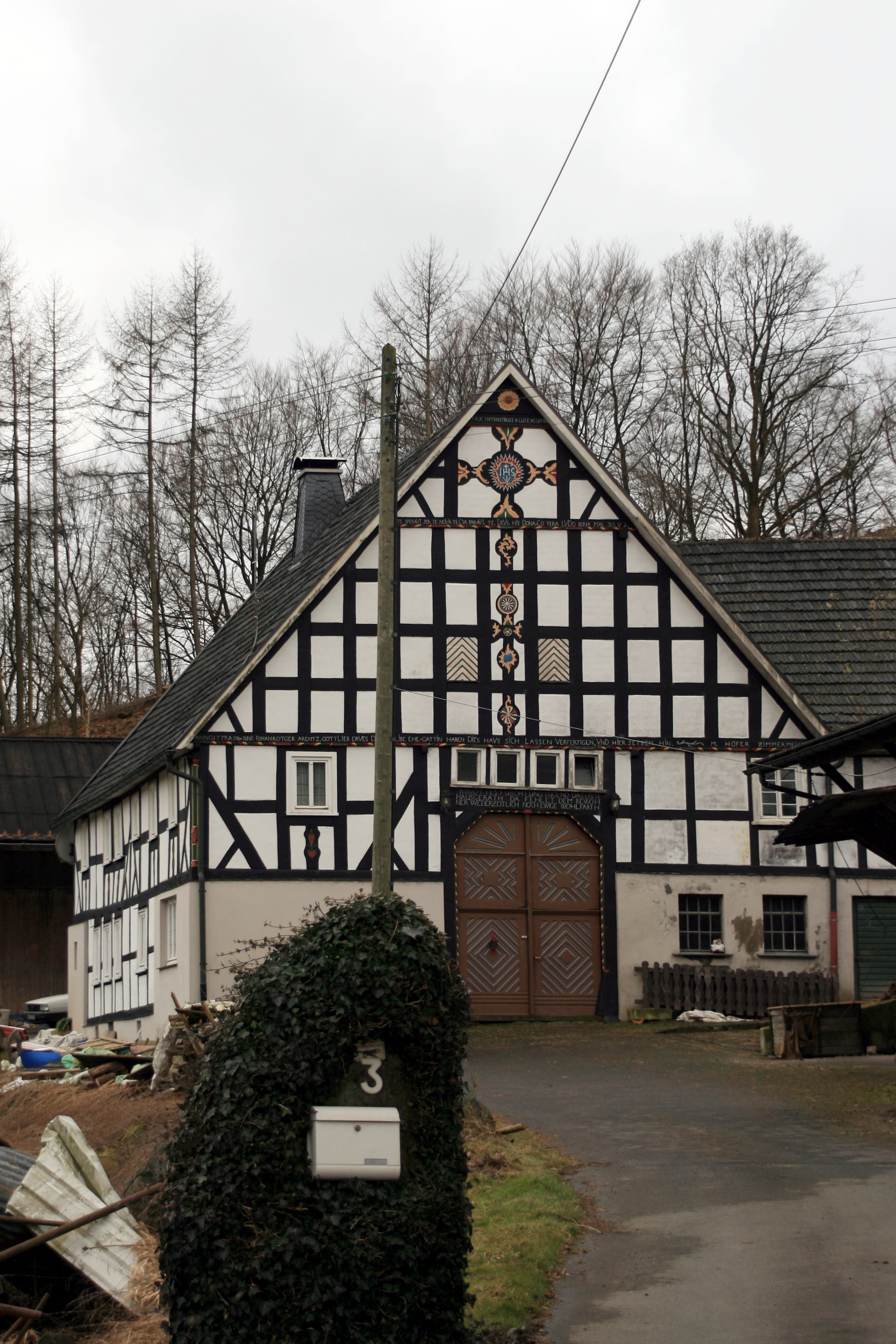
Denkmalgeschütztes Fachwerkhaus

Auf dem Berg wohnten gemäß einer Kopfschatzliste aus dem Jahr 1543 (diente der Erhebung von Steuern) 3 Familien. Eine weiter aufgeschlüsselte Kopfschatzliste des Gerichts Oedingen aus dem Jahr 1779 weist für den Oedinger Berg 6 Familien mit insgesamt 49 Einwohnern aus. Als Berufsbezeichnungen der „haussitzenden Eheleute“ werden genannt: 3 Halbmeyer bzw. Kötter (Kleinbauern), 1 Vollmeyer, 1 Viehhändler und 1 Handelsmann. Die erwähnten 49 Einwohner beinhalten neben den Familienangehörigen auch Mägde und Knechte sowie „beywohnende Hausgenossen“ wie Tagelöhner u. a. 
Im Jahr 1716 stellten die Einwohner von Oedingerberg den Antrag an den Kölner Erzbischof, eine Kapelle zu bauen und dazu die Steine des ruinierten Klosters und der 1670 eingestürzten Kirche zu nutzen. Die Genehmigung wurde unter der Auflage erteilt, dass die Einwohner das geplante Gotteshaus in gutem Zustand erhalten und für die Reparaturen aufkommen. Aber im Jahre 1843 wird in einem Brief an das Generalvikariat vermerkt, dass die dem St. Johannes Baptist gewidmete Kapelle wieder baufällig geworden ist. In der Folgezeit wurden die Besitzverhältnisse und die Unterhaltspflicht neu geregelt; das Eigentum der in Eigenleistung renovierten Kapelle wurde auf die Bewohner des Oedinger Bergs übertragen.
Im Jahr 1767 wurde eine neue Vcarie St. Antoni Albertis auf dem Oedinger Berg durch Canonicus Antonius Vogt aus Leckmart (Vogtsche Stiftung) gegründet. Die Gottesdienste fanden wahrscheinlich in der 1716 errichteten Kapelle statt. Über die Beendigung der Vicarie gibt es keine Angaben. 
Beim Bau des Kreuzwegs zur Kapelle im Jahre 1874 stieß man beim Ausheben der Fundamente für die Stationen auf eine vermeintliche Krypta. Gut 100 Jahre später konnte anlässlich der Restaurierung der barocken Kapelle im Jahre 1979 ein Pfeilerstumpf der ehemaligen Hallenkirche bis etwa 1,33 m unter dem Kapellenboden nachgewiesen werden. Der Boden bestand aus geebnetem Felsengrund mit Lehmabgleichung und einem Laufniveau. Weiterhin kamen Reste eines Plattenbodens aus unregelmäßigen Schieferplatten zu Tage. Die vorgefundene Pfeilerform deutet auf eine Hallenkirche des 13. Jahrhunderts hin, die als Neubau der alten Stiftskirche errichtet wurde. Es ist von Fachleuten des Denkmalschutzes die nicht abschließend geklärte Frage erhoben worden, ob nicht auch die 1874 ergrabene vermeintliche Krypta ein Teil dieser Hallenkirche des 13. Jahrhunderts ist und die Deutung als Krypta der früheren Stifts- bzw.  Klosterkirche auf einem Irrtum beruht.
Die heutige Johanneskapelle ist ein schlichter einschiffiger Bau mit kleinem achtseitigen Dachreiter. Das Innere der Kapelle wird geschmückt durch ein barockes Altarretabel. In den Jahren 1979/80 wurde die Kapelle grundlegend renoviert. Eigentümerin der Kapelle bzw. des zugehörigen Grundstücks ist seit 1973 die Kirchengemeinde St. Burchard Oedingen.
Nach Statistiken der Stadt Lennestadt zum 30. Juni 2020 belief sich die Einwohnerzahl des ländlich geprägten Ortes Oedingerberg auf 42 Personen und hatte sich damit gegenüber dem Jahr 1779 (wie oben beschrieben) vermindert.